# Шасла, Пьер

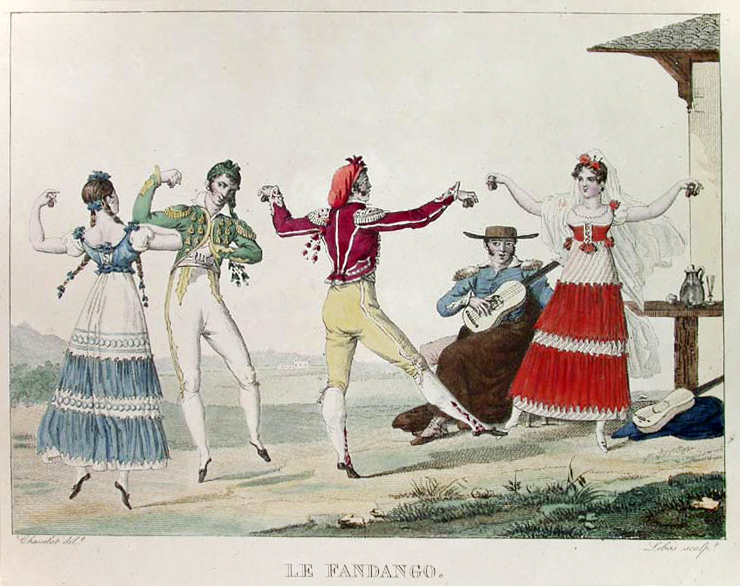
Фанданго (иллюстрация к сборнику танцев Гюстава Дюгазона)

Пьер Шасла́ (фр. Pierre Chasselat; 1753—1814) — французский художник-миниатюрист. Автор многочисленных небольших портретов и жанровых сцен, охотно использовавшихся гравёрами начала XIX века как основа для книжных иллюстраций.
Родился и умер в Париже. Ученик Жозефа-Мари Вьена. С 1793 по 1810 годы выставлялся со своими акварельными рисунками и миниатюрами.
Был отцом живописца Шарля Шасла.